# Królowie Connachtu

Connacht (ok. 900 r.)

Królowie Connachtu – legendarni i historyczni władcy cóiced (różnie tłumaczone jako część, piąty lub prowincja) Connachtu, które leży na zachód od rzeki Shannon w Irlandii. Jednak nazwa prowincji była stosowana we wczesnym średniowieczu, obecnie jest nazwana Connachta.
Dawna nazwa prowincji w starożytności brzmiała Cóiced Ol nEchmacht (piąta część Ol nEchmacht). Praca Klaudiusza Ptolemeusza, geografa greckiego, z ok. 150 r. n.e. podaje nazwę ludu, zwanego „Nagnatae”, mieszkającego na terenie zachodniej Irlandii. Niektórzy uczeni są zdania, że opis wyspy mogła się opierać na kartografii opracowanej pięć wieków przed jego czasami.
Connachta była grupą dynastii, która podawała swoje pochodzenie z trzech starszych synów arcykróla Eochaida XII Muigmedoina: Briana I, Aililla and Fiachry. Wzięli swą nazwę od ich rzekomego pochodzenia od arcykróla Conna Cétchathacha. Ich młodszym brat Niall I od Dziewięciu Zakładników był  przodkiem rodu Uí Néill.

## Legendarni królowie Connachtu

### Dynastia Fir Domnainn (potomkowie Fir Bolg)
- Fiodach mac Feig (król jednej trzeciej Connachtu ok. 20 p.n.e.) [z linii Fircaib]
- Eochaid I Allat (król jednej trzeciej Connachtu ok. 20) [z linii Gamanrad]

### DynastiaMilezjan
- Tinne mac Conrach (król jednej trzeciej Connachtu ok. 20 p.n.e.) [wnuk Rudraige’a I Mora, arcykróla Irlandii i króla Ulsteru; pierwszy mąż Medb]
- Medb [wdowa]
- Oilioll (Ailill) I Mor (Wielki) (ok. 1 n.e.-?) [3. mąż; w 24. stopniu potomek Itha, stryja Mileda]
- Fedlimid, znany jako Maine Athramail („Podobny do Matki”) [syn Oiliolla I i Medb]
- Sanb Sithchenn mac Cet meic Maga (ok. 56)
- Cairbre [syn Maine’a]
- Eochaid II Finn
- Aed I mac Cuodar
- Eochaid III [syn Cairbre’a]
- Aengus I Finn mac Domnall
- Cormac Ulfada
- Aengus II Feirt [syn Aengusa I]
- Connall Cruchain (ok. 236) [syn]
- Feradach I [syn]
- Forgo Fiansa (ok. 250) [syn]
- Art mac Conn (koregent)
- Ceidgin Cruchain [syn Connalla]
- Aed II mac Eochaid [wnuk Connalla]
- Aed III Alainn mac Eochaid Baicid
- Niamor mac Lugna
- Lugaid mac Lugna Fer Tri
- Aed IV Caom mac Garad Glundub [potomek Sanba]
- Coinne mac Fer Tir (?-ok. 325)
- Muiredach I Tirech mac Fiachra Sraibrintne (ok. 325-331; arcykról Irlandii 331-357)
- Eochaid IV Muigmedoin (Pan Niewolników) (331-358; arcykról Irlandii 358-366) [syn]
- Brian I mac Echach Muigmedoin (358-370) [syn]
- Fiachra Foltlethan (370-382) [brat]

## Historyczni królowie Connachtu

### Dynastie Uí Fiachrach i Uí Briúin
- Nath Í mac Fiachrach (382-405; arcykról Irlandii 405-428) [syn]
- Amalgaid mac Fiachrach (405-440) [brat]
- Ailill II Molt (440-483; arcykról Irlandii od 358) [syn Nath Í]
- Dauí Tenga Uma (482-502) [syn Briana I]
- Eógan I Bél mac Cellach (502-543) [wnuk Aililla II]
- Ailill III Inbanda (543-550) [syn]
- Eochaid V Tirmcharna mac Fergus (550-556) [praprawnuk Dauí]
- Feradach II mac Ross (556-575) [wnuk brata Amalgaida]
- Áed V Abraid (575-577) [syn Eochaida V]
- Uatu mac Áedo (577-601) [syn]
- Máel Cothaid I mac Máel Umai (601-po 602) [wnuk Feradacha]
- Colmán mac Cobthaig (po 602-622) [w 5-tym stopniu potomek brata Aililla II]
- Rogallach mac Uatach (622-649) [syn Uatu]
- Loingsech mac Colmáin (649-655) [syn Colmána]
- Guaire Aidne (655-663) [brat]
- Muirchertach Nár (663-668) [syn]
- Cenn Fáelad mac Colgan (668-682) [praprawnuk Dauí]
- Dúnchad Muirisci mac Tipraite (682-683) [praprawnuk Fiachnae, brata Aililla II]
- Fergal I Aidne mac Artgal (683-696) [wnuk Guaire]
- Muiredach II Muillethan mac Fergus (696-702) [wnuk Rogallacha]
- Cellach mac Rogallach (702-705) [syn Rogallacha]
- Indrechtach I mac Dúnchado (705-707) [syn Dúnchada]
- Indrechtach II mac Muiredaig (707-723) [syn Muiredacha II]
- Domnall I mac Cellaig (723-728) [syn Cellacha]
- Cathal I mac Muiredaig (728-735) [syn Muiredacha II]
- Áed VI Balb (735-742) [syn Indrechtacha II]
- Fergus I mac Cellaig (742-756) [syn Cellacha]
- Ailill IV Medraige (756-764) [syn Indrechtacha I]
- Dub-Indrecht mac Cathail (764-768) [syn Cathala I]
- Donn Cothaid mac Cathail (768-773) [prawnuk Dúnchada]
- Flaithrí mac Domnaill (773-777; abdykował, zmarł 779) [syn Domnalla I]
- Artgal mac Cathail (777-782; abdykował, zmarł 791) [syn Cathala I]
- Tipraite mac Taidg (koregent 777-782; samodzielnie 782-786) [wnuk Indrechtacha II]
- Cináed mac Artgail (786-792) [syn Artgala]
- Colla mac Fergusso (koregent 786-792; samodzielnie 792-796) [syn Fergusa I]
- Muirgius mac Tommaltaig (786-815) [prawnuk Indrechtacha II]
- Máel Cothaid II mac Máel Umai (815-po 818) [wnuk Cathala I]
- Diarmait Finn (po 818-833) [brat Muirgiusa]
- Cathal II mac Muirgiussa (833-839) [syn Muirgiusa]
- Murchad mac Áedo (839-840) [prawnuk Cathala I]
- Fergus II mac Fothaid (840-843) [wnuk Dub-Indrechta]
- Finsnechta Luibnige (843-848) [brat Muirgiusa]
- Conchobar I mac Taidg Mór (848-882) [wnuk Muirgiusa]
- Mugrón (koregent 848-872) [syn Máel Cothaida II]

### Dynastia Ua Conchobair (Ó Conchobair, O’Connor)
- Áed VII mac Conchobair (882-888) [syn Conchobara I]
- Tadg I mac Conchobair (888-900) [brat]
- Cathal III mac Conchobair (900-925) [brat]
- Tadg II mac Cathail (925-956) [syn]
- Fergal II Ua Ruairc (956-966) [w 15-tym stopniu potomek Dauí]
- Conchobar II mac Tadg (966-973) [syn Tadga II]
- Cathal IV mac Tadg (973) [brat]
- Cathal V mac Conchobair (973-1010) [syn Conchobara II]
- Tadg III in Eich Gil Ua Conchobair (1010-1030) [syn]
- Art Uallach Ua Ruairc (1030-1046) [wnuk Fergala II]
- Áed VIII in Gaí Bermaig Ua Conchobair (1046-1067) [syn Tadga III]
- Áed IX Ua Ruairc (1067-1087) [syn Arta]
- Ruaidrí I na Saide Buide Ua Conchobair (1087-1092; usunięty, zmarł 1118) [syn Áeda VIII]
- Flaithbertach Ua Flaithbertaig (1092-1098) [przybrany ojciec]
- Tadg IV Ua Conchobair (rywal 1092-1097) [syn Ruaidrí I]
- Domnall III Ua Ruairc (1098-1102) [praprawnuk Arta]
- Domnall IV Ua Conchobair (1102-1106; usunięty, zmarł 1118) [syn Ruaidrí I]
- Toirdelbach I Mor (Wielki) (1106-1156; arcykról Irlandii 1121-1156) [brat]
- Ruaidrí II Ua Conchobair (1156-1186; arcykról Irlandii od 1166; usunięty, zmarł 1198) [syn]
- Conchobar III Máenmaige (1186-1189) [syn]
- Cathal VI Crobderg (Czerwonoręki) (1189-1199; usunięty) [stryj]
- Anglia podbija połowę Connachtu (wschodnia część) 1198
- Cathal VII Carrach (1199-1202) [syn Conchobara III]
- Cathal VI (2. panowanie 1202-1224)
- Áed X mac Cathail Chrobdeirg (1224-1228) [syn]
- Toirdelbach II mac Ruaidrí (rywal 1225 i 1228-1230; zmarł 1234) [syn Ruaidri II]
- Áed XI mac Ruaidrí (1228-1230; usunięty) [brat]
- Fedlimid I mac Cathail Chrobdeirg (1230-1231; usunięty) [syn Cathala VI]
- Áed XI (2. panowanie 1231-1233)
- Fedlimid I (2. panowanie 1233-1265)
- Toirdelbach III mac Áeda (rywal 1249-1250; zmarł 1266) [syn Áeda X]
- Áed XII mac Fedlimid (1265-1274) [syn Fedlimida I]
- Eógan II mac Ruaidrí (1274) [wnuk Áeda X]
- Áed XIII mac Cathail Daill (1274) [wnuk Áeda X]
- Tadg V Ruad (Czerwony) (1274-1278) [syn Toirdelbacha III]
- Áed XIV Muimnech (1278-1280) [syn? Feidlimida I]
- Cathal VII Ruad mac Conchobair Ruaid (1280-1288; usunięty) [prawnuk Toirdelbacha I]
- Magnus mac Conchobair Ruaid (1288-1293) [brat]
- Cathal VII (2. panowanie 1293)
- Áed XV mac Eógain (1293-1309) [syn Eógana II]
- Áed XVI Bréifnech (1309-1310) [syn Cathala VII]
- Fedlimid II mac Áeda (1310-1315; usunięty) [syn Áeda XV]
- Ruaidrí III mac Cathail Ruaid (1315-1316) [syn Cathala VII]
- Feidlimid II (2. panowanie 1316)
- Ruaidrí IV na Fed mac Donnchada (1316; usunięty, zmarł 1321) [wnuk Eógana II]
- Toirdelbach IV mac Áeda (1317-1318; usunięty) [syn Áeda XV]
- Cathal VIII mac Domnaill (1318-1324) [w 6. stopniu potomek Toirdelbacha I]
- Toirdelbach IV (2. panowanie 1324-1342)
- Áed XVII Ó Conchobair (1342-1343; usunięty, zmarł 1350) [syn Áeda XIV]
- Toirdelbach IV (3. panowanie 1343-1345)
- Áed XVIII mac Toirrdelbaig (1345-1350; usunięty) [syn]
- Áed XIX mac Fedlimid (1350-1351; usunięty) [syn Fedlimida II]
- Áed XVIII (2. panowanie 1351-1353; usunięty)
- Áed XIX (2. panowanie 1353; usunięty)
- Áed XVIII (3. panowanie 1353-1356)
- Áed XIX (3. panowanie 1356-1368)
- Ruaidrí V mac Toirrdelbaig (1368-1384) [brat]
- Toirdelbach V Óg Donn (1384-1426) [syn Áeda XVIII]
- Toirdelbach VI Ruad (Czerwony) (1384-1425) [syn Áeda XIX]
- Cathal IX mac Ruaidrí (1406-1439) [syn Ruaidrí V]
- Áed XX mac Toirdelbaig Óig (1439-1461) [syn Toirdelbacha V]
- Tadg VI mac Toirdelbaig Ruaid (koregent 1439-1464) [syn Toirdelbacha VI]
- Brian II mac Briain Ballaig (1461-1462; usunięty, zmarł 1487) [wnuk Áeda XIX]
- Fedlimid III Gengcach (1461-1474) [syn Toirdelbacha V]
- Cathal X Ruad (1464-1465) [syn Tadga VI]
- Fedlimid IV Fionn (1465-1466; usunięty; ponownie 1488-1490) [syn]
- De facto podział Connachtu na linie Ó Conchobair Ruad i Ó Conchobair Donn 1384

### Dynastia Ó Conchobair Ruad (O’Connor Roe)
- Toirdelbach I Ruad (Czerwony) (1384-1425) [syn Áeda XIX z Connachtu]
- Tadg I (1425-1464) [syn]
- Cathal Ruad (1464-1465) [syn]
- Fedlimid I Fionn (1465-1474) [brat]
- Donnchad Dubsúilech (1474-1488) [stryj]
- Fedlimid I Fionn (2. panowanie 1488-1490) [brat]
- Ruaidrí mac Fedlimid Chléirig (1490-1492) [bratanek Toirdelbacha I]
- Áed I (1492-ok. 1504) [syn Fedlimida I]
- Eógan (ok. 1504-1519) [brat]
- Tadg II Buide (1519-1534) [syn Cathala]
- Toirdelbach II Ruad (1534-1559) [syn]
- Fedlimid II Ruad (1559-1560) [syn]
- Tadg III Óg (Młody) (1560-1592) [syn Tadga II]
- Áed II (1592-ok. 1616) [brat Fedlimida II]
- Koniec sukcesji królewskiej ok. 1616

### Dynastia Ó Conchobair Donn (O’Connor Don)
- Toirdelbach I Óg Donn (1384-1406) [syn Áeda XVIII z Connachtu]
- Cathal (1406-1439; w całym Connachcie 1406-1439) [syn Ruaidrí V z Connachtu]
- Áed I (1439-1461) [syn Toirdelbacha I]
- Fedlimid Geangcach (1461-1474; w całym Connachcie 1466-1474) [brat]
- Tadg mac Eógan (1474-1476) [brat Cathala]
- Eógan Caoch (1476-1485) [syn Fedlimida]
- Áed II Óg (1485-?) [syn Áeda I]
- Toirdelbach II Óg mac Ruaidrí (?-1503) wnuk Áeda I]
- Conchobar (1503-?) [syn Eógana]
- Cairbre (?-1546) [brat]
- Áed III (1546-1550; usunięty) [brat]
- Diarmait (1550-1585) [syn Cairbre’a]
- (Sir) Áed IV (1585-1632) [syn]
- An Calbach (1632-1654) [syn]
- Koniec sukcesji królewskiej 1654

### Dynastia Ó Conchobair Sligig (O’Connor Sligo) – lordowie Cairbre
- Cathal I mac Domnaill (1318-1324; król Connachtu 1318-1324) [w 6. stopniu potomek Toirdelbacha I z Connachtu]
- Muirchertach I (1324-1329) [brat]
- Magnus I (1329-1342) [syn Cathala I]
- Cathal II Óg (1342-1362; także król Tír Conaill 1359-1562) [brat]
- Tadg I (1362-1368; usunięty, zmarł 1371) [syn Magnusa I]
- Domnall I (1368-1395) [syn Muirchertacha I]
- Muirchertach II Bacach (1395-1403) [syn]
- Brian (1403-1440) [brat]
- Eógan (1440-1444) [brat]
- Toirdelbach Carrach (1444-1455) [brat]
- Magnus II (1455-1461) [syn Briana]
- Tadg II (1461-1462) [syn Eógana]
- Domnall II (1462-1464) [syn Muirchertacha II]
- Ruaidrí I (1464-po 1478) [syn Briana]
- Domnall III (po 1478-1494) [syn Eógana]
- Ruaidrí II (1494-1495) [syn Toirrdelbacha]
- Ruaidrí III Óg mac Ruaidrí Ballaig (1495) [wnuk Muirchertacha II]
- Fedlimid (1495-1519) [syn Magnusa II]
- Tadg III Óg mac Taidg (1519-1533) [prawnuk Toirdelbacha]
- Tadg IV mac Cathail Óig (1533-1545; usunięty) [wnuk Domnalla III]
- Ruaidrí IV (1545; usunięty) [syn Fedlimida]
- Tadg IV (2. panowanie 1545-1552)
- Ruaidrí IV (2. panowanie 1552-ok. 1556)
- (Sir) Domnall IV (ok. 1556-1588) [syn Tadga IV]
- (Sir) Donnchad I mac Cathail Óig (1588-1609) [bratanek]
- (Sir) An Calbach mac Domnaill (1609-1625) [bratanek]
- Donnchad II (1625-1634) [brat]
- Koniec sukcesji królewskiej 1634